# Pont Galipeault (Grande-Vallée)
Le pont Galipeault est un pont couvert à Grande-Vallée, au Québec, construit en 1923 et qui remplace celui de 1901. Il enjambe la rivière Grande Vallée et il est encore accessible à la circulation.
Il est nommé ainsi en l'honneur d'Antonin Galipeault, ministre des Travaux publics et du travail à l'époque.

## Histoire
Le 18 juin 2020, le pont Galipeault a été classé comme immeuble patrimonial par le ministre de la Culture et des Communications